# ريجنالد كارتر (سياسي)
ريجنالد كارتر (بالإنجليزية: Reginald Carter)‏ هو فلاح وسياسي أسترالي وبريطاني (وحمل سابقاً جنسية المملكة المتحدة لبريطانيا العظمى وأيرلندا)، ولد في 24 أبريل 1887، وتوفي في 15 مارس 1961. حزبياً، نشط في Country Party (South Australia) ‏ ( – فبراير 1928) وLiberal Federation ‏ (فبراير 1928 – ). وقد انتخب عضو مجلس النواب جنوب أستراليا من الجمعية عن دائرة Electoral district of Burra Burra ‏ وقد انضم خلال فترته النيابية (26 مارس 1927 – 4 أبريل 1930)  للكتلة البرلمانية Country Party (South Australia) ‏.